# Andrzej Danielewski
 Andrzej Henryk Danielewski  (ur. 1962) – generał brygady Wojska Polskiego; dowódca 9 Brygady Kawalerii Pancernej (2009–2010); dowódca 20 Brygady Zmechanizowanej (2010–2011); inspektor szkolenia Dowództwa Generalnego RSZ (2014–2018).

## Przebieg służby wojskowej
We wrześniu 1982 podjął studia wojskowe w Wyższej Szkole Oficerskiej Wojsk Pancernych, które ukończył w 1986 uzyskując dyplom inżyniera – dowódcy. W sierpniu tego roku był promowany na pierwszy stopień oficerski – podporucznika. W październiku 1986 rozpoczął zawodową służbę wojskową na stanowisku dowódcy plutonu w 1 pułku zmechanizowanym, a następnie dowódcy kompanii czołgów. W 1994 ukończył studia w Akademii Obrony Narodowej, po czym służył w 1 Dywizji Zmechanizowanej na różnych stanowiskach, m.in. szefa szkolenia – zastępcy dowódcy 1 Brygady Pancernej (1995–1999), szefa Wydziału Szkolenia 1 Dywizji Zmechanizowanej (1999–2002). W 2003 został wyznaczony na stanowisko szefa Oddziału Planowania Operacyjnego w sztabie 2 Korpusu Zmechanizowanego. W latach 2004–2007 był szefem Oddziału Operacji Lądowych. W 2007 został wyznaczony na stanowisko zastępcy szefa Centrum Dowodzenia w Dowództwie Operacyjnym Sił Zbrojnych. W latach 2008–2009 był konsultantem Zarządu Planowania Strategicznego w Sztabie Generalnym WP. W 2008 ukończył w AON podyplomowe studia polityki obronnej. W 2009 został dowódcą 9 Brygady Kawalerii Pancernej. 
15 sierpnia 2009 mianowany na stopień generała brygady. Akt mianowania odebrał z rąk prezydenta Rzeczypospolitej Polskiej Lecha Kaczyńskiego. W latach 2010–2011 sprawował obowiązki dowódcy 20 Brygady Zmechanizowanej. W 2011 objął stanowisko szefa Wojsk Pancernych i Zmechanizowanych w Dowództwie Wojsk Lądowych. W 2012 do 2013 pełnił służbę na stanowisku zastępcy szefa szkolenia Wojsk Lądowych – szefa Wojsk Pancernych i Zmechanizowanych. W 2013 (czerwiec–sierpień) był szefem szkolenia Wojsk Lądowych. Od sierpnia 2013 służył na stanowisku szefa Zespołu ds. Inspektoratu Szkolenia Grupy Organizacyjnej Dowództwa Generalnego Rodzajów Sił Zbrojnych. 24 października 2013 został wyznaczony przez ministra obrony narodowej Tomasza Siemoniaka na Inspektora Szkolenia do powstającego 1 stycznia 2014 Dowództwa Generalnego RSZ. W dniu 17 sierpnia 2017 na poligonie w Drawsku Pomorskim jako koordynator szkolenia z komponentem kanadyjskim uczestniczył  w zakończeniu wspólnego ćwiczenia Sił Zbrojnych Kanady z żołnierzami 25 Brygady Kawalerii Powietrznej pod kryptonimem „Maple Detachment”. We wrześniu 2017 był zastępcą kierownika ćwiczenia „Dragon-17”. Od 12 lutego do 16 lutego 2018 we Wrocławiu był współorganizatorem Głównej Konferencji Planistycznej do międzynarodowego ćwiczenia pod kryptonimem „Saber Strike-18”. Na emeryturze angażuje się w działalności Klubu Generałów, gdzie m.in. 6 września 2023 był w składzie delegacji Klubu, która zwiedziła XXXI Międzynarodowy Salon Przemysłu Obronnego w Kielcach.

## Awanse
- podporucznik – 1986[2]

(...)
- generał brygady – 15 sierpnia 2009[18]

## Ordery, odznaczenia i wyróżnienia
- Wojskowy Krzyż Zasługi – 2013[1]
- Srebrny Krzyż Zasługi – 2004[19]
- Medal „Milito Pro Christo” – 2018[20]
- Srebrny Medal „Za Zasługi dla Pożarnictwa” – 2010[21]
- statuetka „Wiktorii” – 2010[a]
- Medal 100-lecia 27 Pułku Ułanów im. Króla Stefana Batorego – 2020[23]

- Odznaka pamiątkowa 9 Brygady Kawalerii Pancernej – 2009 (ex officio)
- Odznaka pamiątkowa 20 Brygady Zmechanizowanej – 2010 (ex officio)

i inne